# Mikołaj Chebda
Mikołaj Chebda z Niewiesza herbu Pomian (zm. 1455) – dr dekretów, prepozyt kruszwicki w latach 1435-1448, kantor i dziekan poznański w 1449 roku, kandydat na arcybiskupa gnieźnieńskiego w 1448 roku, kanonik gnieźnieński w 1435 roku, kanonik poznański, rektor na uniwersytecie w Bolonii w 1445 roku, starosta łowicki w 1453 roku.